# 彭爱华
彭爱华（1963年—），女性，湖南娄底双峰人，汉族，中华人民共和国政治人物、第十一届全国人民代表大会湖南地区代表。
毕业于中共中央党校经济管理专业，是中共党员。曾经担任中共益阳市委常委、组织部部长。2008年起担任第十一届全国人大代表。现为国家税务总局湖南省税务局党委副书记、副局长。